# Robert Pernin
Pour les articles homonymes, voir Pernin.
Robert Pernin, né à Chalon-sur-Saône le 22 janvier 1895 et mort le 12 mars 1975 à Lyon, est un artiste peintre français. Il est membre du groupe Témoignage.

## Biographie
Né en janvier 1895, à Chalon-sur-Saône, il suit les cours de l'école de l'école municipale de dessin. Il est envoyé au front pendant la Première Guerre mondiale. Marié en 1919, il s'installe à Lyon comme dessinateur pour la soierie. Il expose en 1927 au Salon d'automne de Lyon jusqu'en 1931, en 1933 au Salon du Sud-Est et fait partie à partir de 1936 au groupe Témoignage qu'il intègre progressivement,. D'abord post-cézannien puis cubiste, comme beaucoup de ses contemporains, il est conduit au surréalisme par Marcel Michaud, qui l'invite à participer à la dernière exposition du groupe Témoignage en 1938. Plus tard, il est régulièrement exposé à la galerie Folklore de Marcel Michaud.
Le Salon du Sud-Est lui consacre un hommage en 1974.

## Œuvres dans les collections publiques
- Lyon, Fondation Renaud :
  - Evocation antique, huile sur toile, v. 1956.
- Paris, Centre national des arts plastiques :
  - Nature morte, v. 1931
  - Fête champêtre, gouache. s.d.
- Villefranche-sur-Saône, Musée Paul-Dini :
  - Autoportrait, huile sur carton, 1935
  - Paysage antique, v. 1940-1945.